# Ligusticum mutellina
Ligusticum mutellina es una especie de planta fanerógama perteneciente a la familia Apiaceae.

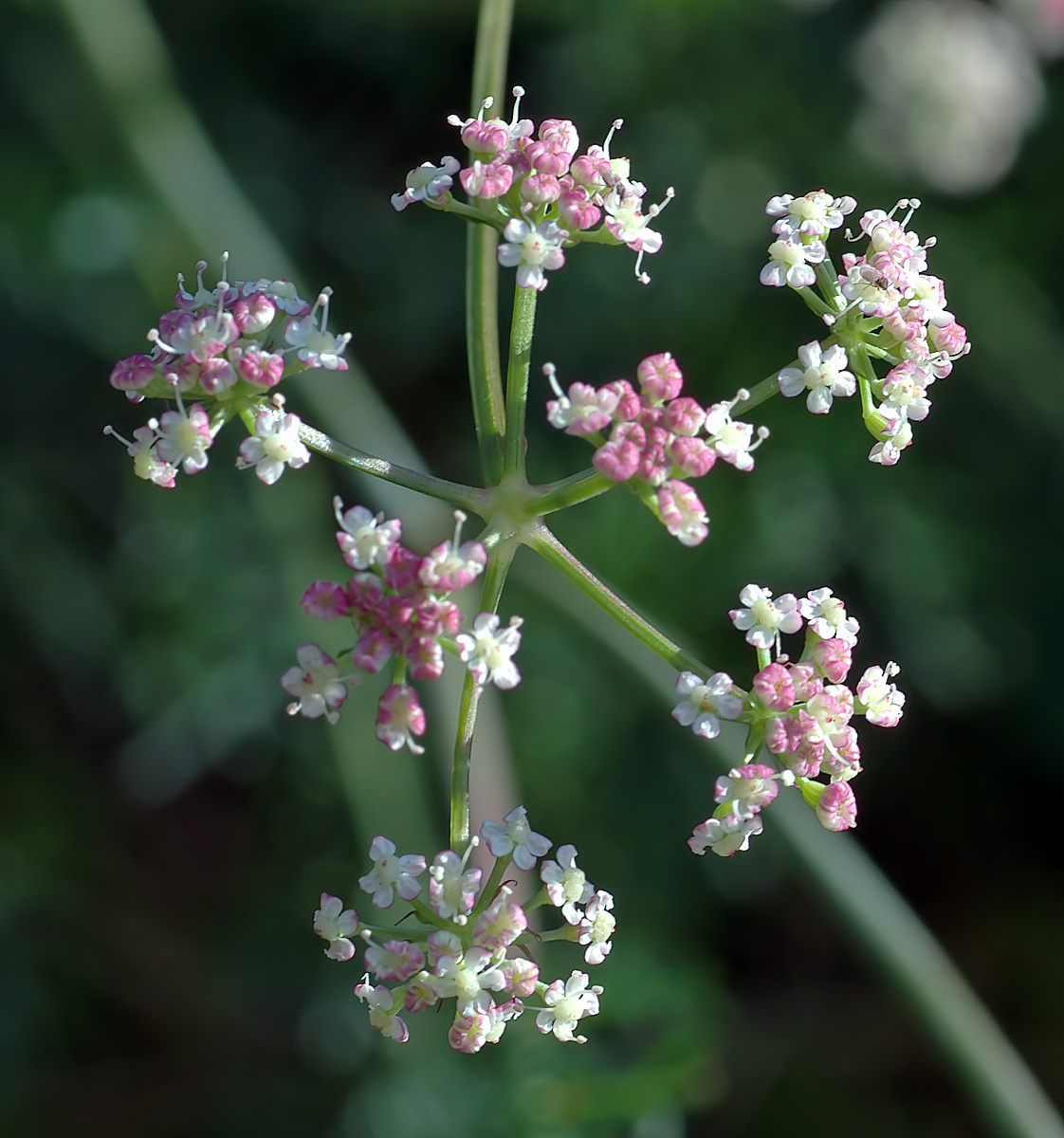
Inflorescencia

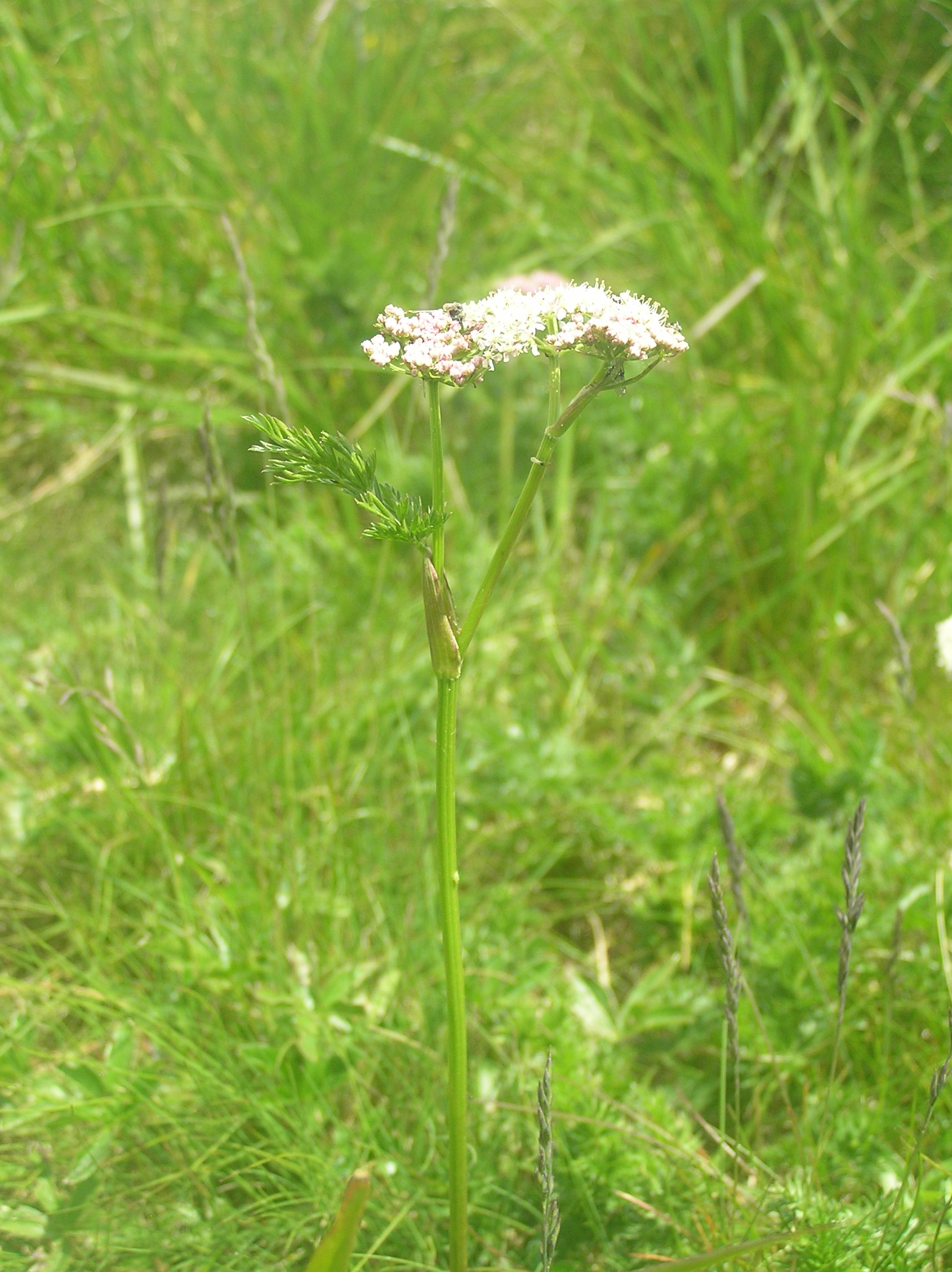
En su hábitat

## Descripción
Es una planta perenne que alcanza un tamaño de 20-40 cm de altura, glabra, casi inodora; tallos de crucería, con ramas únicas o pocas, casi desnudo; las hojas con pecíolo, bipinnatisecta  dividido en foliolos lanza-lineal, segmentos mucronados. Las inflorescencias en umbelas con  8-15 rayos irregulares. Las frutas oblongas costillas, suaves, casi aladas. Las semillas con el frente plano. 

## Distribución
Se encuentra en los pastos de alta montaña de los Alpes más allá de Saboya, Dauphiné, Provenza; Auvernia; aparece también en Córcega y en Europa central y meridional.

## Historia
El uso de la verdura, como lo demuestra su presencia en la Capitulare de villis vel curtis imperii, una orden emitida por Carlomagno que reclama a sus campos para que cultiven  una serie de hierbas y condimentos incluyendo "vevistinum" identificada actualmente como  Ligusticum mutellina.

## Taxonomía
Ligusticum mutellina fue descrita por  (L.) Crantz y publicado en Stirp. Austr. Fasc. 3: 81 1767.
Etimología
Ligusticum: nombre genérico que se cree que deriva de la región italiana de Liguria.
mutellina: epíteto
Sinonimia
- Aethusa mutellina Lam.
- Meon mutellinum St.-Lag.
- Meum mutellina (L.) Gaertn.
- Mutellina adonidifolia var. mutellina (L.) Reduron
- Mutellina purpurea (Poir.) Reduron, Charpin & Pimenov
- Oenanthe mutellina (L.) DC.
- Oenanthe purpurea Poir.
- Phellandrium mutellina L.
- Selinum mutellina Prantl
- Seseli mutellina (L.) Steud.[4]